# Else Bergmann
Else Bergmann (geborene Fanta; geboren am 15. Januar 1886 in Prag, Königreich Böhmen, Österreich-Ungarn; gestorben am 28. Juli 1969 in Jerusalem, Israel) war eine deutschsprachige Pharmakologin, Publizistin und zionistische Aktivistin. Sie war die erste Pharmaziestudentin an der Deutschen Universität Prag und die erste diplomierte Pharmazeutin in Böhmen.

## Leben
Sie stammte aus einer jüdischen Familie, die diese Tradition aber nicht mehr besonders pflegte, wie sie später bedauernd feststellte. Ihre Mutter Berta Fanta, geborene Sohr, war eine bekannte Prager Salonière, bei der Intellektuelle wie Franz Kafka, Albert Einstein und Rudolf Steiner zu Gast waren. Ihr Vater Max Fanta hatte eine Apotheke am Prager Altmarkt. Ihr jüngerer Bruder Otto Fanta wurde Graphologe in Wien. Else besuchte das deutsche Mädchen-Lyzeum in Prag und begann als erste Frau ein Pharmaziestudium an der Karls-Universität in Prag. Im Jahr 1908 schloss sie dieses als erste Pharmazeutin im Königreich Böhmen ab.
Im selben Jahr heiratete sie den bekannten Schriftsteller und Philosophen Hugo Bergmann, der häufig im Salon ihrer Mutter verkehrte und deren Wunsch-Schwiegersohn war. Sie hatte Kontakte zu Franz Kafka und Max Brod, mit denen Briefwechsel bekannt sind, sowie mit weiteren Gästen aus dem Hause ihrer Eltern. Sie war wie ihre Mutter von den anthroposophischen Ideen Rudolf Steiners beeinflusst.
Else Bergmann wandte sich mit ihrem Ehemann dem Zionismus zu, der eine stärkere Rückbesinnung auf die jüdische Kultur anstrebte. 1913 gründete sie den Verein jüdischer Frauen und Mädchen in Prag, deren erste Vorsitzende sie wurde. Sie gab diesen Vorsitz aber im folgenden Jahr krankheitsbedingt wieder ab.
1919 folgte sie mit ihren Kindern ihrem Mann nach London und 1920 nach Jerusalem, wo dieser der erste Direktor der Nationalbibliothek wurde. 1936 wurde die Ehe geschieden, Else Bergmann blieb in Jerusalem bis zu ihrem Tod 1969.

## Schriften
Von Else Bergmann sind einige wenige literarische Texte erhalten. Am wichtigsten sind die ausführlichen Lebenserinnerungen über ihre Familie, die zu den wichtigsten Quellen über den bekannten literarisch-philosophischen Salon ihrer Mutter gehören, sowie zwei Gedichte über Franz Kafka.
- Wechselnder Klang. Luise Pav, Prag 1932.
- Farbige Klänge. 12 Sonette. Orell Füssli Verlag, Zürich, Leipzig 1935.
- Die Garbe. Gedichte. W. Böhm, Chemnitz 1935.
- Familiengeschichte. Manuskript, Tel Aviv, Ende 1940er Jahre, teilweise gedruckt  in: Albert Lichtblau (Hrsg.): Als hätten wir dazugehört. Wien Böhlau, Wien 1999, S. 397–417[3]
- Erzählung, in Dieter Sudhoff (Hrsg.): Holunderblüten. Erzählungen deutscher Schriftstellerinnen aus Böhmen und Mähren. Arco, Wuppertal 2005.

- Außerdem publizierte sie wahrscheinlich auch Artikel in Prager jüdischen Zeitschriften wie Selbstwehr.

- Erinnerung für F. K.:

„Ich habe vielerlei Männer genossen

Neugier des Leibes und heißer Drang

Doch einmal nur himmlischen Grund getroffen

In dieses Lebens jagender Zeit

Es war ein Hauch, kaum wars ein Kuss

Es traf ein leichter, goldner Strahl mein Herz

Ein einzig, winzig-kleiner Augenblick,

Hat meinem ganzen Leben Licht gebracht,

Und deine Worte: Freundschaft, Güte tragend

vielleicht – Unsterblichkeit.“